# Croix de Mas-Cabardès
La Croix de Mas-Cabardès est une croix monumentale située à Mas-Cabardès, en France. Elle est aussi connue sous le nom de Croix des Tisserands.

## Description

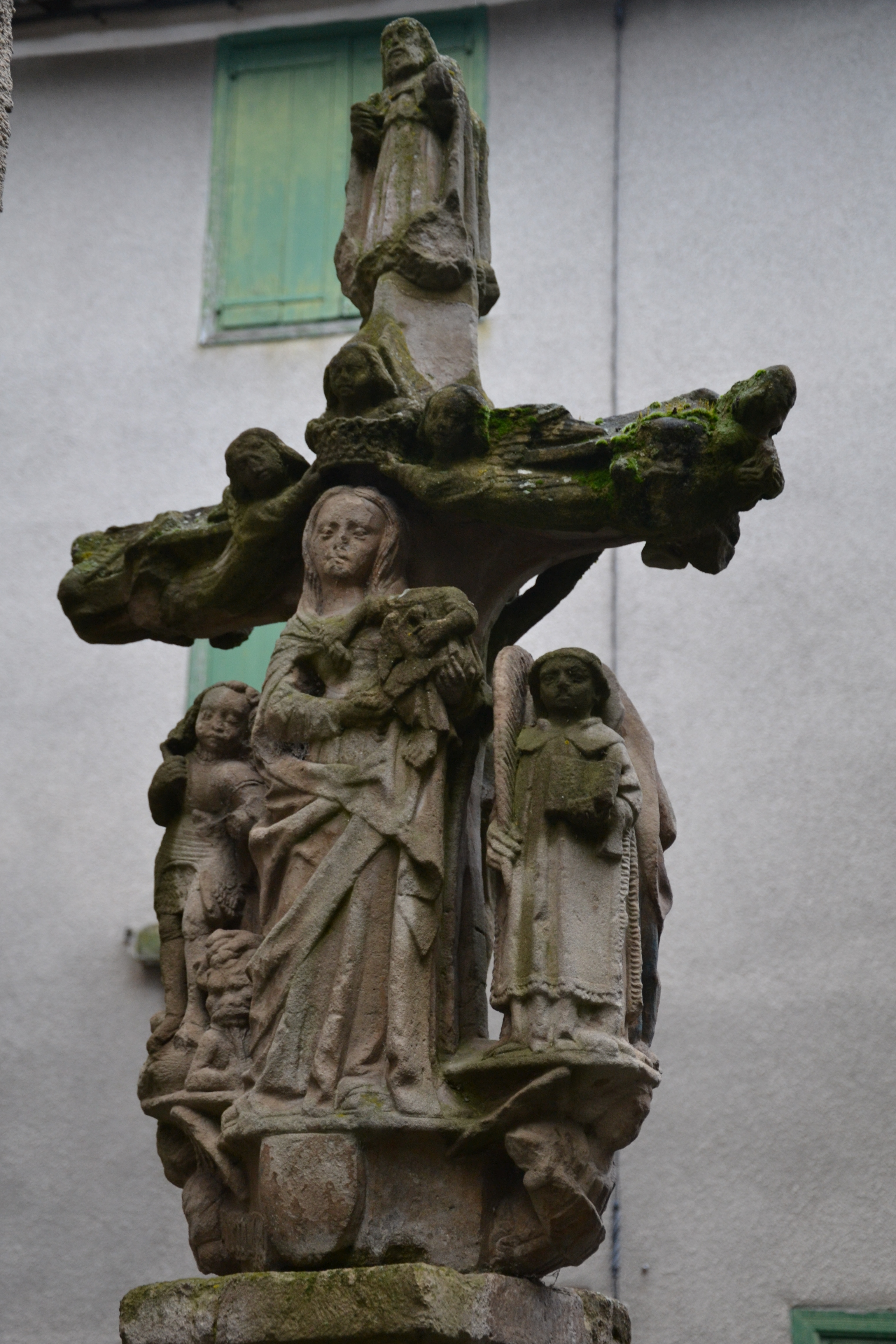
Revers de la Croix des Tisserands.

Cette croix datée de 1545 est sculptée sur ses deux faces. Elle repose sur un socle fait de béton et de pierre calcaire. Le support est de carré, avec des moulures.
Sur la face principale, le Christ en croix est entouré de la Vierge et de saint Jean, debout sur des supports soutenus par des anges. Au sommet de la croix se trouve un personnage qui pourrait être le prophète Isaïe, annonçant le mystère de la Rédemption, lui-même surplombé par un autre prophète, sans doute David.
Aux pieds du Christ, a été sculptée une navette, outil de travail spécifique des tisserands, qui a valu à l’édifice le nom de Croix des Tisserands, en plus du fait que cette croix a été édifiée à l‘initiative de la corporation des tisserands du village.
Sur le revers de la croix, la Vierge debout porte l’Enfant Jésus sur son bras gauche. Elle entourée par saint Étienne, patron de la paroisse, tenant dans sa main une palme symbole du martyre, et par saint Michel qui terrasse un personnage moustachu et cornu symbolisant le Diable. Dieu le Père, portant dans sa main gauche un globe crucifère symbolisant le monde, se trouve au-dessus de la Vierge.

## Localisation
La croix est située en plein milieu du village de Mas-Cabardès, au bas de la rue de l'église, dans le département de l'Aude.
La croix est située au bas de la rue de l'église, dans le village de Mas-Cabardès. cette commune est elle-même située sur les berges de l'Orbiel, dans le département de l'Aude.

## Historique

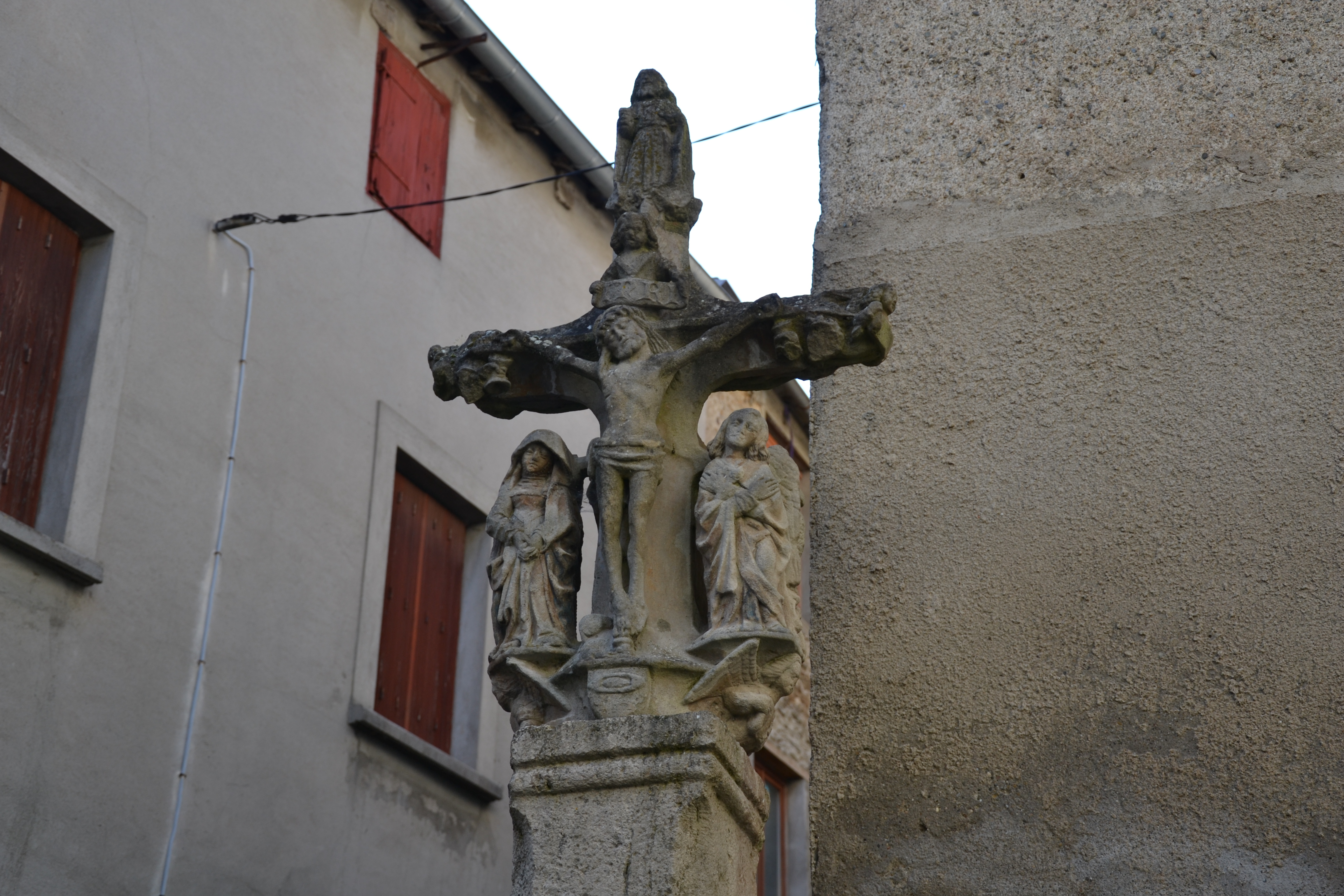
La croix vue de face.

L'édifice témoigne de l'importance de l'industrie textile dès le Moyen Âge dans le village, et plus largement dans l'ensemble de la vallée de l'Orbiel. Il a été classé au titre des monuments historiques en 1933.